# Pavetta cambodiensis
Pavetta cambodiensis är en måreväxtart som beskrevs av Cornelis Eliza Bertus Bremekamp. Pavetta cambodiensis ingår i släktet Pavetta och familjen måreväxter. Inga underarter finns listade i Catalogue of Life.